# Exchange Place (PRR station)

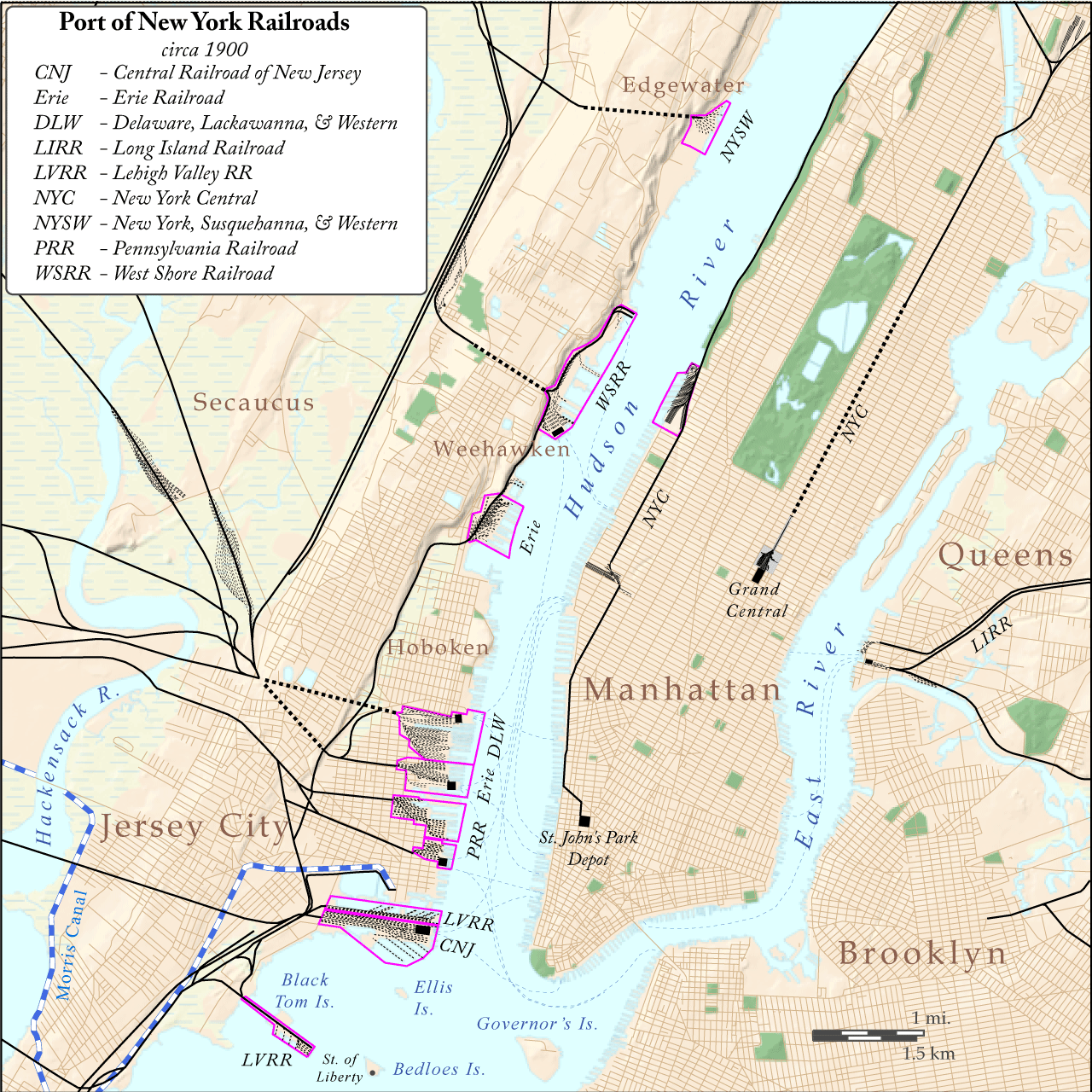
Exchange Place och andra terminaler 1900

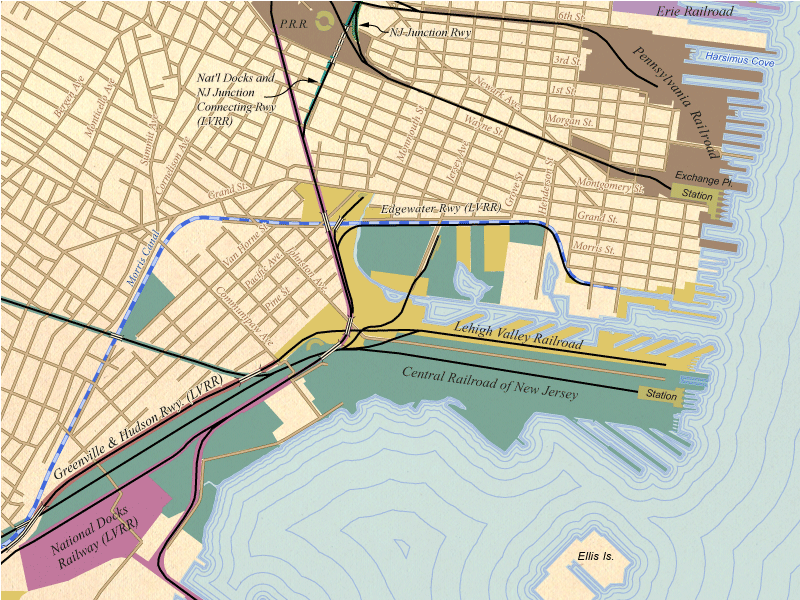
Exchange Place terminal, ca. 1910

Exchange Place (PRR station) var den första tågterminalen som byggdes i New York-området.[källa behövs] Terminalen byggdes 1834 och användes fram till 1961 då den revs. Stationen var New Yorks centralstation fram till New York Penn Station öppnades 1910. Terminalen låg på området Paulus Hook i Jersey City i New Jersey.

## Historia
Ångbåtar började gå mellan Paulus Hook och Manhattan 1812 och var den första ångbåtsleden i världen. New Jersey Rail Road and Transportation Company öppnade en järnväg 1834 från Paulus Hook som då precis blivit inkorporerat i Jersey City. Pennsylvania Railroad köpte järnvägen 1871 och byggde en ny terminalbyggnad 1876, vilken revs 12 år senare för ytterligare en ny terminalbyggnad. Nu kunde passagerare kunde gå mellan färjorna och tågen utan att behöva gå utomhus. 1963 var man klar med rivningen av terminalbyggnaden.